# Кристман, Курт
Курт Эмиль Генрих Кристман (нем. Kurt Emil Heinrich Christmann; был также известен как Кристоф Крауст и доктор Ронда; 1 июня 1907, Мюнхен, Германская империя — 4 апреля 1987, Мюнхен, ФРГ) — нацистский военный преступник, оберштурмбаннфюрер СС, командир зондеркоманды 10а в составе айнзацгруппы D. Организатор массовых казней в городах Таганрог, Ростов, Краснодар, Ейск, Новороссийск, Мозырь. Лично ответственен за смерть десятков тысяч европейских евреев во время Холокоста.
После войны скрывался по поддельным документам, был раскрыт и помещён в лагерь для интернированных лиц, из которого совершил побег. В 1948 году по так называемым крысиным тропам бежал в Аргентину. В Аргентине продолжил поддерживать нацистов, активно участвуя в деятельности организации Kameradenwerk. В 1956 году вернулся в ФРГ, открыл в Мюнхене бюро по продаже недвижимости и стал одним из самых богатых жителей города. В 1980 году был осуждён немецким судом за военные преступления на десять лет, однако досрочно вышел на свободу после шести лет заключения.

## Биография

### Ранние годы
Курт Кристман родился 1 июня 1907 года в Мюнхене. Его отец, Карл Кристман (1878—1964), был чиновником в муниципальном управлении. До 1935 года Карл Кристман владел салоном красоты и парфюмерным магазином, которые пришлось закрыть из-за последствий экономического кризиса. В 1935 году Карл Кристман поступил на службу в городское управление Мюнхена.
В 1920 году в возрасте 13 лет Курт Кристман присоединился к роте штурмовых отрядов (СА) под руководством Ганса Ульриха Клинча. В 1921 году в возрасте 14 лет вступил в объединение «Юнгштурм Адольф Гитлер», позже ставшее молодёжной организацией нацистской партии Гитлерюгенд. 9 ноября 1923 года принимал участие в Пивном путче. В качестве связного Кристман был послан путчистами в военное министерство.
Курт Кристман пошёл в народную школу в Баден-Бадене. В 1927 году окончил реальное училище в Мюнхене, сдав экзамены на аттестат зрелости. После окончания школы поступил на юридический факультет Мюнхенского университета. В студенческие годы стал чемпионом университета по гребле на каноэ, а также занимался мотоциклетным и лыжным спортом (впоследствии стал чемпионом полиции Германии по лыжам). В 1931 году сдал первый государственный экзамен и защитил докторскую диссертацию в Эрлангенском университете на тему «Противоправное нападение при необходимой обороне». Проходил юридическую практику в Мюнхене и Нюрнберге, а с октября 1933 года — в органах службы безопасности (СД) в качестве референта по вопросам прессы и марксизма. В апреле 1934 года в Мюнхене сдал второй государственный экзамен.

### Служба в СС
В апреле 1933 года был зачислен в ряды СС (личный номер 103057). 1 мая 1933 года вступил в НСДАП (билет № 3203599). В 1934 году поступил на службу в баварскую политическую полицию, где работал до 1938 года. В СС был советником по зимним видам спорта. В 1936 году баварская политическая полиция была преобразована в мюнхенское отделение тайной государственной полиции (гестапо). После аннексии Австрии весной 1938 года был переведён в отделение гестапо в Вене, где занимался процессом «ариизации» предприятий, недвижимости и прочего имущества, принадлежавшего евреям. Осенью 1938 года был переведён в отделение гестапо в Инсбруке, где Кристману было поручено сформировать лыжную команду полиции безопасности. В декабре 1939 года он был назначен начальником отделения гестапо в Зальцбурге. Кристман принимал активное участие в преследовании еврейского населения и проведении массовой депортации в октябре 1941 года.
1 августа 1942 года стал командиром зондеркоманды 10а. 24 июля 1942 года Ростов-на-Дону во второй раз был взят немецкими оккупационными войсками, после чего были изданы указы о поголовной регистрации всех евреев с четырнадцати лет. Уничтожением евреев и военнопленных занималась айнзацгруппа D под командованием Вальтера Биркампа (1901—1945), а организатором расстрела был Курт Кристман. Он также руководил расстрелами в Змиёвской балке. С августа 1942 года Кристман находился в оккупированном Краснодаре и участвовал в убийствах партизан и их родственников, включая детей. 9 октября 1942 года одно из подразделений зондеркоманды 10а под руководством Курта Тримборна (1903—1978) уничтожило 214 детей из детского дома в Ейске. Между декабрем 1942 и началом февраля 1943 года Кристман лично руководил уничтожением людей во дворе здания комендатуры, используя стоящие газвагены, а среди жертв были по меньшей мере двое детей в возрасте до десяти лет. Кристман лично расстреливал людей, включая матерей с маленькими детьми, для того, «чтобы дать хороший пример подчинённым». В январе 1943 года зондеркоманда собрала около 100 человек из казачьей станицы Марьянская, расположенной примерно в 35 км от Краснодара, в здании пожарной охраны. Все люди, включая детей в возрасте от пяти до десяти лет, были расстреляны на близлежащем от деревни берегу реки Кубань. При отступлении немецких войск из оккупированного Краснодара Кристман приказал сжечь заключённых, находившихся в городской тюрьме. В июле 1943 года на Краснодарском процессе ему было заочно предъявлено обвинение в массовых убийствах, пытках и грабежах.
После отхода немецких войск с Кавказа айнзацгруппа D была фактически расформирована и преобразовалась в «боевую группу Биркампа». Подразделения айнзацгруппы D, в том числе зондеркоманда 10a, в составе кавалерийской дивизии СС занимались борьбой с партизанами на границе оккупированной Украины и Белоруссии. 2 июля 1943 года подразделение Кристмана расстреляло 29 человек в деревне Мелешковичи. 27 июля 1943 года зондеркоманда 10а провела карательную акцию в деревне Костюковичи. Все жители, включая маленьких детей, были убиты, а трупы сброшены в колодец.
В середине августа 1943 года был назначен начальником отделения гестапо в Клагенфурте. Документальных сведений о его деятельности на этой должности не сохранилось. С января 1944 и до 12 марта 1945 года был начальником отделения гестапо в Кобленце. В конце апреля 1944 года из концлагеря Кохем совершили побег 20 советских заключённых. 13 из них были пойманы и доставлены в гестапо в Кобленце, где были подвергнуты допросу. Позже все 13 беглецов были повешены в присутствии других заключённых, которым Кристман во время казни пригрозил применением карательных мер. С 1968 по 1972 года прокуратура Кобленца проводила предварительное расследование по данному преступлению, которое было закрыто. В марте 1945 года был переведён в полицию порядка в Зальцбурге.

### Послевоенное время
4 мая 1945 года получил фальшивый паспорт на имя Кристофа Крауста и впоследствии работал фермером, смотрителем, водителем и сотрудником уголовного розыска американской оккупационной администрации в Штутгарте. В 1946 году был разоблачён и помещён в лагерь для интернированных в Дахау, из которого сбежал осенью 1946 года и добрался до британской зоны оккупации. Под псевдонимом доктор Ронда поселился в Билефельде, где открыл кафе. В июле 1948 года вместе с женой через Рим эмигрировал в Аргентину. В Аргентине Кристман продолжил поддерживать нацистов, участвуя в деятельности организации Kameradenwerk. Кристман с супругой проживал в пригороде Буэнос-Айреса Сан Мартин. Изначально работал токарем, позже стал директором картонажной фабрики, затем — директором завода по производству хрустальной посуды. В 1956 году вернулся в ФРГ и поселился в Мюнхене. Изначально Кристман подал заявление на приём в адвокатуру, однако получил отказ из-за своего нацистского прошлого. Совместно с женой основал фирму по продаже недвижимости, со временем стал одним из богатейших жителей Мюнхена.
В 1961 году суд в Мюнхене начал предварительное расследование преступлений Кристмана. В последующие годы его неоднократно вызывали на допросы и помещали в следственный изолятор. В апреле 1962 года Кристман попросил поговорить с женой после допроса, однако, воспользуясь случаем, предпринял попытку побега, которая была пресечена одним из прокуроров, который вёл допрос. Пытаясь избежать уголовного преследования, Кристман ссылался на принцип, согласно которому никто не может быть наказан дважды за одно и то же преступление: он утверждал, что был осуждён военным трибуналом США в Дахау в 1946 году. Позже, однако, это утверждение было опровергнуто американскими властями. В 1971 году после завершения многолетнего расследования Кристману было предъявлено обвинение. В 1974 году он был арестован. Кристман представил суду фальшивый документ о якобы имеющейся у него тяжёлой болезни. В ноябре 1974 года уголовная палата отказалась возбудить судебное производство по данному делу в связи с долговременной неспособностью обвиняемого участвовать в судебном разбирательстве. Сотрудники баварской уголовной полиции, однако, усомнились в наличии у Кристмана «проблем со здоровьем» и засняли его во время пробежки в парках Мюнхена и купания в собственном бассейне. 13 ноября 1979 года Кристман был опять арестован и заключён под стражу.
25 сентября 1980 года в земельном суде Мюнхена началось слушание по делу Кристмана. Стратегия защиты сводилась к тому, что подсудимый не слышал об уничтожении евреев, а в газвагенах «уничтожались только партизаны, диверсанты и шпионы», что, по мнению самого Кристмана, являлось «наиболее гуманным способом убийства». Он считал, что «если несколько человек умирают вместе, это всё равно приятнее, чем по отдельности». Также Кристман не мог вспомнить «присутствовал ли он» при убийствах людей в газвагенах. Расстрелы партизан, по его словам, были обусловлены наличием приказа «О применении военной подсудности в районе Барбаросса». Адвокат Кристмана Мартин Амелунг (1937—2006) поставил под сомнение показание свидетелей из СССР, данных в 1972 году, поскольку они, по его мнению, «могли быть согласованы с КГБ». Сторона обвинения требовала пожизненного заключения за убийства, в том числе маленьких детей, совершенные из низменных и жестоких побуждений, что подтверждалось многочисленными показаниями свидетелей.
19 декабря 1980 года был вынесен приговор: 10 лет лишения свободы за участие в военных преступлениях, совершённых в Краснодаре. Суд признал Кристмана виновными в 30 случаях пособничества в убийствах. По заключению суда, Кристман из-за своей преданности нацизму убивал не по собственному побуждению, считая себя лишь «орудием». Смягчающим обстоятельством судьи признали то, что с момента совершения преступления прошло много времени. В немецких СМИ приговор подвергся резкой критике, как слишком мягкий. 11 ноября 1982 года приговор был утверждён федеральным верховным судом ФРГ и вступил в законную силу. Отбывал наказание в тюрьме Мюнхена. В июле 1984 года университет Эрлангена — Нюрнберга лишил Кристмана докторской степени по праву.
10 декабря 1985 года Кристман был освобождён досрочно. Умер 4 апреля 1987 года в Мюнхене.

## В культуре
В советском художественном фильме «Они были актёрами» роль Кристмана исполнил литовский актёр Аудрис Хадарвичюс.

## Звания
- Унтерштурмфюрер СС (20 апреля 1935)
- Оберштурмфюрер СС (20 апреля 1937)
- Гауптштурмфюрер СС (1 ноября 1938)
- Штурмбаннфюрер СС (9 ноября 1938)
- Оберштурмбаннфюрер СС (1 сентября 1942)

## Награды
- Крест «За военные заслуги» 1-го класса[41];
- Железный Крест 2-го класса[41];
- Спортивный знак СА в золоте[14].